# Armand Membou
Armand Membou, né le 27 mars 2004 à Lee's Summit dans le Missouri, est un joueur de football américain évoluant au poste d'offensive tackle pour la franchise des Jets de New York dans la National Football League (NFL). Il a joué au football universitaire pour les Tigers du Missouri et a été sélectionné par les Jets de New York avec le 7e choix lors de la draft 2025 de la NFL.

## Biographie

### Jeunesse
Membou est né à Lee's Summit dans le Missouri le 27 mars 2004. Il fréquente le lycée Nord de Lee's Summit. Considéré comme une recrue 4-étoiles, il s'engage à jouer au football universitaire auprès de l'université du Missouri,.

### Carrière universitaire
Membou joue 24 matchs au poste de tackle droit (dont 18 titularisations) lors de ses deux premières saisons pour les Tigers du Missouri en 2022 et 2023. En 2023, il est titulaire toute la saison dans une ligne offensive semi-finaliste du trophée Joe Moore récompensant la meilleure ligne offensive du pays,,. Membou se présente pour la Draft 2025 de la NFL en décembre 2024.

### Carrière professionnelle
| Taille                 | Poids            | Bras              | Main             | Sprint   | Sprint   | Sprint   | Shuttle 20 yards | 3 cones drill | Détente         | Détente            | Développé couché | Test Wonderlic |
| Taille                 | Poids            | Bras              | Main             | 40 yards | 10 yards | 20 yards | Shuttle 20 yards | 3 cones drill | verticale       | horizontale        | Développé couché | Test Wonderlic |
| 1,94 m (6 ft 4 1/4 in) | 151 kg (332 lbs) | 85 cm (33 1/2 in) | 25 cm (9 3/4 in) | 4,91 s   | 1,74 s   | 2,84 s   | -                | -             | 86 cm (34,0 in) | 2,92 m (9 ft 7 in) | 31               | -              |

Membou est sélectionné en 7e position de la draft 2025 de la NFL par les Jets de New York.